# Відносини Україна — СНД
Відносини між Україною та Співдружністю Незалежних Держав (СНД) — це багатосторонні міжнародні відносини між третьою державою та наднаціональною організацією.
7—8 грудня 1991 р. на території Республіки Білорусь, у Біловезькій пущі під Берестям, відбулася зустріч, підсумком якої стала офіційна констатація факту розпаду СРСР, укладення угоди про утворення СНД. Проте Україна не підписала та не ратифікувала статут СНД, отже Україна ніколи не була членом СНД, маючи лише статус держави-засновниці СНД. Україна припинила свою участь у статутних органах СНД у 2018 році через тривалу російсько-українську війну, повністю завершивши вихід із СНД, ніколи не бувши членом цієї пострадянської організації. Проте Україна залишається членом зони вільної торгівлі СНД, а основоположні договори СНД — Угода про створення Співдружності Незалежних Держав та Алма-Атинська декларація досі чинні в Україні.
Після початку російського вторгнення в Україну під час російсько-української війни, російсько-українські відносини були повністю розірвані, а білорусько-українські відносини через участь Білорусі в російсько-українські війні як союзника РФ надзвичайно погіршилися. Ба більше, Україна почала інтенсивну денонсацію різних угод з СНД через європейську інтеграцію та процес вступу до Європейського Союзу.

## Історія

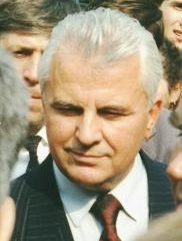
Леонід Кравчук — перший президент незалежної України; до обрання — член Політбюро Центрального комітету КПУ.

### 1990-роки
7—8 грудня 1991 р. на території Республіки Білорусь, у Біловезькій пущі під Берестям, відбулася зустріч голови Верховної Ради Білорусі Станіслава Шушкевича, президента Російської Федерації Бориса Єльцина і президента України Леоніда Кравчука. Підсумком її стали офіційна констатація факту розпаду СРСР, укладення угоди про утворення СНД. 21 грудня 1991 р. на зустрічі в Алмати керівники України, Російської Федерації, Білорусі, Азербайджану, Вірменії, Молдови, Казахстану, Киргизстану, Туркменістану, Узбекистану і Таджикистану підписали декларацію про утворення СНД.

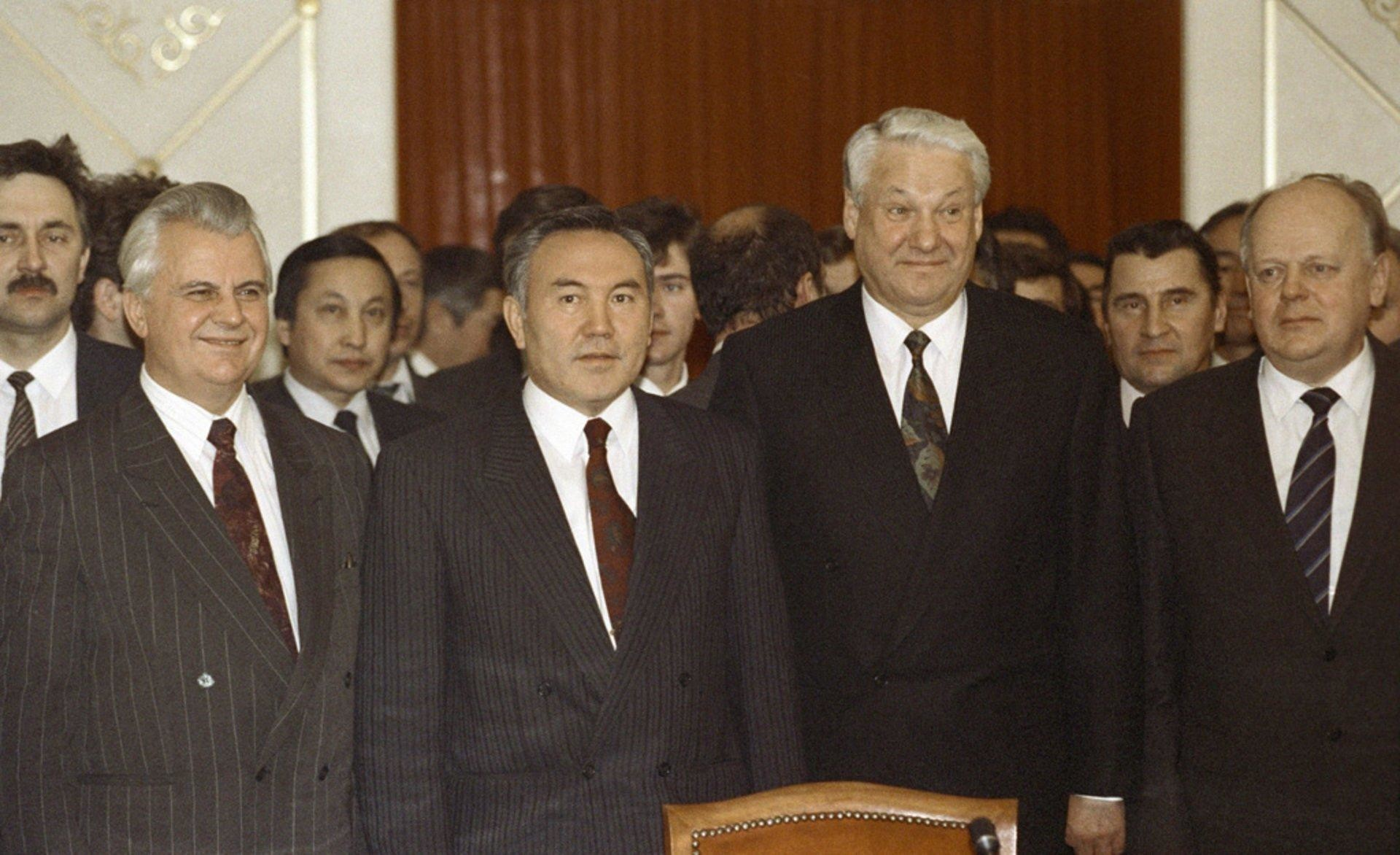
Підписання декларації про створення СНД, Алмати, Казахстан

Україна була однією із засновниць Співдружності Незалежних Держав і розвивала співробітництво з державами СНД на основі Угоди про створення Співдружності Незалежних Держав від 8 грудня 1991 року та Протоколу до цієї Угоди від 21 грудня 1991 року, який є її невід’ємною частиною, з урахуванням застережень, висловлених Верховною Радою України під час ратифікації вказаної Угоди та Заяви Верховної Ради України від 20 грудня 1991 року "З приводу укладення Україною Угоди про Співдружність Незалежних Держав", у якій дається офіційне тлумачення Угоди та застережень. 
У Заяві вказується, що:
1. Україна є і залишається за своїм правовим статусом незалежною державою — суб’єктом міжнародного права.
2. Україна заперечує перетворення співдружності незалежних держав на державне утворення із своїми органами влади і управління.
3. Україна заперечує надання співдружності незалежних держав статусу суб’єкта міжнародного права.
4. Координаційні інститути в рамках співдружності не можуть мати владний характер, їх рішення є рекомендаційними.
5. Здійснюючи зовнішню політику самостійно, Україна вступатиме в консультації з іншими державами співдружності.
6. Кордон між Україною — з одного боку та Росією і Білоруссю — з іншого є державним кордоном України, який є недоторканним.
7. Україна створюватиме власні Збройні Сили на базі розташованих на її території Збройних Сил колишнього СРСР.
8. Україна прагнутиме набути статусу без’ядерної держави шляхом знищення усіх ядерних арсеналів під ефективним міжнародним контролем і на підставі Декларації про державний суверенітет України не входитиме до військових блоків.
9. Перебування стратегічних збройних сил на території України є тимчасовим. Їх правовий статус і термін перебування на території України має бути визначено законом України і спеціальною міждержавною угодою, укладеною між державами, на території яких розміщена ядерна зброя колишнього СРСР.
10. Україна створюватиме власну відкриту економічну систему шляхом запровадження власної грошової одиниці, створення власних банківської та митної систем, розвитку власних систем транспорту і зв’язку, а також участі у регіональних та міжрегіональних ринках.
11. Спори щодо тлумачення і застосування норм Угоди Україна вирішуватиме шляхом переговорів на основі міжнародного права.
12. Україна залишає за собою право не тільки зупиняти, а й припиняти свою участь в Угоді або окремих її статтях.
13. Україна гарантує виконання міжнародних зобов’язань, що випливають для неї з договорів колишнього Союзу РСР, відповідно до свого національного законодавства.

Держави-учасниці СНД тісно співпрацюють в галузі міжнародно-правової допомоги та співробітництва. Зокрема, 22 січня 1993 року главами держав-учасниць СНД, в тому числі й Україною, було підписано Конвенцію про правову допомогу і правові відносини у цивільних, сімейних та кримінальних справах, 29 березня 1997 року - Протокол до неї.
Після розпаду СРСР та появи нових незалежних держав виник ряд екологічних проблем, які раніше були внутрішньодержавними, а на сьогодні набули міжнародного характеру та потребують координації зусиль нових незалежних держав. У зв’язку з цим державами СНД було укладено низку міжнародних договорів щодо здійснення спільних природоохоронних заходів, надання взаємної допомоги по ліквідації наслідків екологічних катастроф та інших надзвичайних ситуацій.
Так, 8 лютого 1992 року Україною підписано Угоду про взаємодію в галузі екології та охорони навколишнього середовища; 4 червня 1999 року - Угоду про співробітництво у сфері збереження і використання генетичних ресурсів культурних рослин держав - учасниць СНД; 30 листопада 2000 року - Угоду про співробітництво в галузі підготовки спеціалістів з радіоекології, радіаційної безпеки, радіобіології та суміжних наук.
Як зазначалося, Україна надає пріоритет економічному співробітництву в рамках СНД. Однією з основних задач, яка вирішується в рамках СНД, є збереження та розвиток тісних економічних зв’язків між державами-учасницями СНД. Основоположними документами з економічних питань в рамках Співдружності є Договір про створення Економічного союзу (Україною Договір не підписано) та Угода про створення зони вільної торгівлі (Україною Угоду підписано 15.04.99 р. та ратифіковано ВРУ шляхом прийняття Закону від 06.10.99 р.). Договір про створення Економічного союзу підписано 24 вересня 1993 року. Документом передбачено поетапне формування союзу з метою інтеграції економіки та створення єдиного митного та валютного простору на базі ринкових відносин.
Відповідно до статті 30 цього Договору державі, яка висловить готовність взяти на себе тільки частину зобов’язань за цим Договором за згодою членів Економічного Союзу, може бути надано статус асоційованого члена. Умови приєднання держав до Економічного союзу на правах асоційованого члена визначають члени Економічного союзу. 15 квітня 1994 року між Україною і державами Економічного союзу підписано Угоду про приєднання України до Економічного Союзу на правах асоційованого члена. Тобто Україна була асоційованим членом Економічного Союзу.
Ключове значення у взаємних економічних відносинах держави-учасниці СНД надають створенню зони вільної торгівлі на просторах СНД з урахуванням інтересів всіх партнерів Співдружності.
15 квітня 1994 року було підписано Угоду про створення зони вільної торгівлі, а 2 квітня 1999 року - Протокол до неї. Україна ратифікувала зазначену Угоду та Протокол до неї шляхом прийняття Закону України від 6 жовтня 1999 року № 1125-XIV.

### 2000-роки
7 жовтня 2002 року Україною на засіданні Ради глав держав - учасниць СНД було підписано нову редакцію Конвенції про правову допомогу і правові відносини у цивільних, сімейних та кримінальних справах.
10 грудня 2002 року на засіданні робочої групи представників держав-учасниць СНД з підготовки пропозицій щодо розвитку взаємодії держав-учасниць СНД в економічній сфері Україною було запропоновано присвятити 2003 рік в СНД реалізації конкретних завдань та практичному виконанню прийнятих документів. У зв’язку з цим Україною було сформульовано наступні пріоритетні завдання:
- закінчити правове оформлення зони вільної торгівлі та упорядкувати її нормативно - правову базу;
- почати використовувати основоположні норми та правила вільної торгівлі, проаналізувати застосування норм стосовно зони вільної торгівлі у законодавствах держав-учасниць;
- здійснювати постійний моніторинг процесів;
- завершити розробку угод, які регулюють торгівлю послугами, надання торгових субсидій, транспортну інфраструктуру в міжнародних транспортних коридорах, а також концепцій транспортної політики та співробітництва у валютній сфері.

Визначальним є також те, що з січня 2003 року згідно Рішення Ради глав держав СНД головування в Раді глав держав Співдружності здійснювалося Україною в особі її президента України Леонідом Кучмою.

### 2010-роки

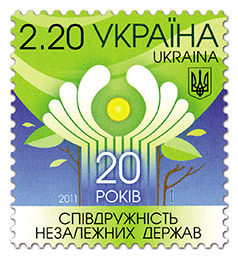
Поштова марка «20-річчя Співдружності Незалежних Держав» Укрпошти, 2011

8 квітня 2013 року, Перший віцепрем'єр-міністр України Арбузов Сергій Геннадійович був призначений Національним координатором України з питань співробітництва в рамках Співдружності Незалежних Держав, а також представником України в Економічній раді Співдружності Незалежних Держав.
Представники України при СНД
1. Усатий Юрій Борисович (22.11.1993, № 548/93 — 10.01.2000, № 9/2000)[21]
2. Гордина Віталій Миколайович (10.01.2000 — 21.03.2000) т.п.
3. Данильченко Олександр Петрович (21.03.2000, № 472/2000 — 28.11.2003, № 1372/2003)[22]
4. Гордина Віталій Миколайович (28.11.2003, № 1373/2003 — 28.07.2008, № 680/2008)[23]
5. Сочнєв Володимир Вікторович (28.07.2008, № 681/2008[24] —11.10.2010, № 945/2010)[25]
6. Бунечко Іван Григорович (28.12.2010, № 1296/2010[26] —31.03.2014, № 355/2014)[27]
7. Дарибогова Ольга Олексіївна (в.о.) (з 31.03.2014)

Як передбачалося Рішенням Ради глав держав СНД від 25 жовтня 2013 року, Україна була визначена головуючою в СНД у 2014 році.
Серед пріоритетів головування України в СНД у 2014 році, в основу якого було покладено принцип рівноправності, партнерської взаємодії та зміцнення добросусідських стосунків між державами — учасницями СНД, було визначено зовнішньополітичну, економічну, гуманітарну, науково-технічну та інноваційну сфери діяльності Співдружності, транспорт, енергетику, боротьбу з новими викликами та загрозами.

### Російсько-українська війна
Однак, починаючи з 27 лютого 2014 р., після того, як з боку Російської Федерації виникла загроза, пов'язана з порушенням територіальної цілісності України, використання на території АРК військового контингенту Збройних Сил РФ, оголошення нелегітимного референдуму щодо незалежності Криму та інших протиправних дій Росії, Україною як головуючою в СНД державою було ініційовано невідкладне скликання 7 березня ц.р. у Києві позачергового засідання Ради міністрів закордонних справ СНД, метою якого передбачалося ухвалення відповідної Заяви РМЗС про ситуацію в окремих регіонах України, включаючи Автономну Республіку Крим.
Проте, Співдружність Незалежних Держав, на відміну від інших міжнародних організацій (ООН, ЄС, РЄ, ОБСЄ), усунулася від ухвалення відповідальних політичних рішень щодо базових принципів існування Співдружності.
З урахуванням цього, українська сторона нотою МЗС України від 19.03.2014 р. заявила про припинення головування в СНД у 2014 р. Відповідно, починаючи з квітня 2014 року, співробітництво України в рамках СНД зведено до мінімуму. Україна вийшла з низки багатосторонніх угод в рамках СНД та припинила членство у багатьох органах галузевого співробітництва.
12 листопада 2018 року Служба зовнішньої розвідки України розпочала вихід з угоди про співробітництво розвідувальних служб СНД.
23 січня 2019 року Україна вийшла з угоди про міждержавний обмін економічною інформацією, угода про обмін інформацією в галузі зовнішньоекономічної діяльності та угода про співробітництво в галузі зовнішньоекономічної діяльності.
Станом на лютий 2019 рік, Україна мінімізувала до критично необхідного мінімуму свою участь у Співдружності і фактично завершила вихід. Проте триває перевірка 236 угод, до яких долучилася Україна в період своєї участі в СНД, з метою їхньої денонсації.
19 лютого 2019 року виконавчий комітет Співдружності Незалежних Держав направив запрошення взяти участь в засіданні Ради глав держав, яке пройшло 11 жовтня 2019 року в Ашхабаді, Президенту України Володимиру Зеленському та главі МЗС України Вадиму Пристайко. Проте Київ не відповів на запрошення, так як Україна вже фактично завершила вихід з СНД.
24 квітня 2019 року Кабінет міністрів припинив для України дію угоди про взаємне забезпечення збереження міждержавних таємниць у галузі правової охорони винаходів і угоди про методологічне порівняння і створення загальної статистичної бази Економічного Союзу в рамках СНД.
2 вересня 2020 року Україна припинила участь в угоді про співробітництво у галузі ветеринарії, у галузі санітарної охорони територій держав-учасниць СНД та угоді про створення Координаційної ради з карантину рослин держав-учасниць СНД. У лютому 2021 року Україна вийшла з двох угод СНД, що стосуються єдиного повітряного простору та його використання.
3 липня 2021 року Україна вийшла з угоди про основні напрями співробітництва держав-учасниць Співдружності Незалежних Держав в галузі захисту прав споживачів.
18 серпня 2021 року Україна вийшла з наступних рішень Ради глав держав СНД:
1. "Угода про порядок фінансування спільної діяльності з дослідження і використання космічного простору", яку було підписано 13 листопада 1992 року в м. Москві;
2. "Угода про порядок утримання і використання об’єктів космічної інфраструктури в інтересах виконання космічних програм", яку було укладено 15 листопада 1992 року.

16 лютого 2022 року Верховна Рада України підтримала припинення дії міжнародного договору щодо участі України в Антитерористичному центрі Співдружності Незалежних Держав. Також нардепи проголосували за документ, який передбачає вихід з угоди про правила визначення походження товарів, що розвиваються, при наданні тарифних преференцій у рамках загальної системи преференцій. Вона була підписана 12 квітня 1996 року у Москві та ратифікована Верховною радою 22 листопада 2002 року.

### Після російського вторгнення
Після початку російського вторгнення в Україну під час російсько-української війни, Україна почала більш інтенсивну денонсацію різних угод з СНД в рамках європейської інтеграції та вступу України до Європейського Союзу.
22 травня 2022 року Верховна Рада України ухвалила 5 проєктів законів про денонсацію угод з СНД: про угоди про спільний аграрний ринок держав-учасниць СНД; про уникнення подвійного оподаткування доходів і майна та попередження ухилень від сплати податків; про боротьбу з незаконною міграцією; увічнення пам'яті про мужність і героїзм народів СНД у Великій Вітчизняній війні та про ратифікацію Договору гарантії встановлення гібридних систем з виробництва електроенергії в ПрАТ "Укргідроенерго".
15 червня 2022 року Україна вийшла з угоди СНД про створення Ради голів вищих арбітражних, господарських, економічних та інших судів, що вирішують справи щодо спорів у галузі економіки.
19 червня 2022 року Верховна Рада України схвалила вихід з угоди про співробітництво у розвитку та використанні систем стільникового рухомого зв'язку (розвиток мобільного зв’язку). Також парламент проголосував за закон № 0103 про вихід з угоди про створення міждержавного резерву біопрепаратів та інших засобів захисту тварин в СНД. Україна також вийшла з протоколу про внесення поправок до Угоди про міжурядовий фельд'єгерський зв'язок з доставлення офіційної кореспонденції органів СНД, який стосувався права співробітників на зберігання і застосування табельної зброї згідно з національним законодавством. Крім того, парламент підтримав проєкт закону № 0147 про вихід з угоди про підтримку і розвиток малого підприємництва в СНД. Верховна рада на засіданні ухвалила також Закон № 0149 про припинення дії угоди між Урядом України та Урядом Російської Федерації про науково-технічне співробітництво.
18 липня 2022 року Верховна Рада України ухвалила внесений Кабінетом Міністрів України Закон України «Про вихід з Угоди про співробітництво та взаємодопомогу в митних справах від 15 квітня 1994 року» укладеної в Москві та ратифікованої Верховною Радою України в 1999 році.
18 жовтня 2022 року Верховна Рада України ухвалила закон про вихід України з Конвенції про транснаціональні корпорації.
1 листопада 2022 року стало відомо, що Кабінет Міністрів України розпочав підготовку законопроєкту про денонсацію Договору про зону вільної торгівлі СНД.
12 січня 2023 року Верховна Рада України ухвалила закони "Про вихід з Угоди про порядок вирішення спорів, пов’язаних зі здійсненням господарської діяльності" та "Про вихід з Конвенції про передачу осіб, які страждають психічними розладами, для проведення примусового лікування".
2 травня 2023 року Верховна Рада України прийняла проєкт Постанови «Про вихід Верховної Ради України з Угоди про Міжпарламентську Асамблею держав-учасниць Співдружності Незалежних Держав» для здійснення процедур для виходу Верховної Ради України з Угоди про Міжпарламентську Асамблею держав-учасниць Співдружності Незалежних Держав, яка втратила свою актуальність, враховуючи, що представники Верховної Ради України понад дев'ять років не брали участі у заходах цієї організації та реалії сучасних міжнародних відносин.
21 липня 2023 року Україна здійснила вихід з "Угоди про соціальний захист і охорону здоров’я громадян, які зазнали впливу радіації в результаті Чорнобильської та інших радіаційних катастроф і аварій, а також ядерних випробувань", учиненої 09.09.1994 року у Москві, та "Протоколу про внесення змін та доповнень до зазначеної Угоди", вчиненого 18.10.2011 року у Санкт-Петербурзі, які були укладені в межах СНД.
23 серпня 2023 року Україна ухвалила рішення про припинення з 20 березня 2024 року дії "Угоди про співробітництво держав − учасниць СНД у боротьбі з торгівлею людьми, органами й тканинами людини", яка була укладена в Москві 25 листопада 2005 року та "Угоди про співробітництво держав − учасниць СНД у боротьбі з крадіжками автотранспортних засобів і забезпеченні їхнього повернення", яка також була укладена в Москві 25 листопада 2005 року.
28 вересня 2023 року Україна повідомила про припинення з 20 березня 2024 року дії "Угоди про співробітництво держав - учасниць СНД у створенні, використанні та розвитку міждержавної мережі інформаційно-маркетингових центрів для просування товарів і послуг на національні ринки", вчиненої 21 травня 2010 року в м. Санкт-Петербурзі.
2 січня 2024 року Україна вийшла з "Рішення про створення Ради командувачів Прикордонними військами", вчиненого 6 липня 1992 року у м. Москві.
3 січня 2024 року Україна вийшла з "Угоди про створення Міждержавної системи документального шифрованого звʼязку СНД", яка була укладена 18 жовтня 1996 року у м. Москві.
9 лютого 2024 року Україна вийшла з наступних рішень Ради глав держав СНД:
1. "Угода про співробітництво держав-учасниць Співдружності Незалежних Держав у боротьбі зі зростанням захворюваності на цукровий діабет", вчиненої 14.11.2008 у м. Кишиневі;
2. "Угода про принципи та порядок виконання військових перевезень", укладеної 15 травня 1992 року в м. Ташкенті";
3. "Угода про профілактику йододефіцитних станів серед населення держав-учасниць Співдружності Незалежних Держав", яка була укладена 2001 року в м. Мінську.

15 травня 2024 року Україна вийшла з наступних рішень Ради глав держав СНД:
1. "Рішення про Раду міністрів внутрішніх справ держав - учасниць Співдружності Незалежних Держав", вчиненого 19 січня 1996 року у м. Москві;
2. "Рішення про внесення змін і доповнень до Положення про Раду міністрів внутрішніх справ держав - учасниць Співдружності Незалежних Держав", вчиненого 9 жовтня 2009 року у м. Кишиневі;
3. "Рішення про внесення змін і доповнень до Положення про Раду міністрів внутрішніх справ держав - учасниць Співдружності Незалежних Держав", вчиненого 3 вересня 2011 року у м. Душанбе.

15 травня 2024 року Україна також вийшла з наступних Угод:
1. "Угоди між державами - учасницями Співдружності Незалежних Держав по Стратегічним силам", учиненої 30 грудня 1991 року в м. Мінську;
2. "Угоди між державами - учасницями Співдружності Незалежних Держав про статус Стратегічних сил", учиненої 14 лютого 1992 року в м. Мінську.

15 травня 2024 року Україна вийшла з "Угоди про створення Спільної консультативної комісії з питань роззброєння", вчиненої 9 жовтня 1992 року в м. Бішкеку.
15 травня 2024 року Україна вийшла з "Угоди Ради Глав Держав - учасниць Співдружності Незалежних Держав про Збройні Сили і Прикордонні війська", вчиненої 30 грудня 1991 року в м. Мінську.
30 серпня 2024 року Україна припинила дію "Угоди між Кабінетом Міністрів України та Урядом Російської Федерації про організацію лінії прямого засекреченого телефонного зв'язку між Києвом і Москвою".

## Статус України в СНД

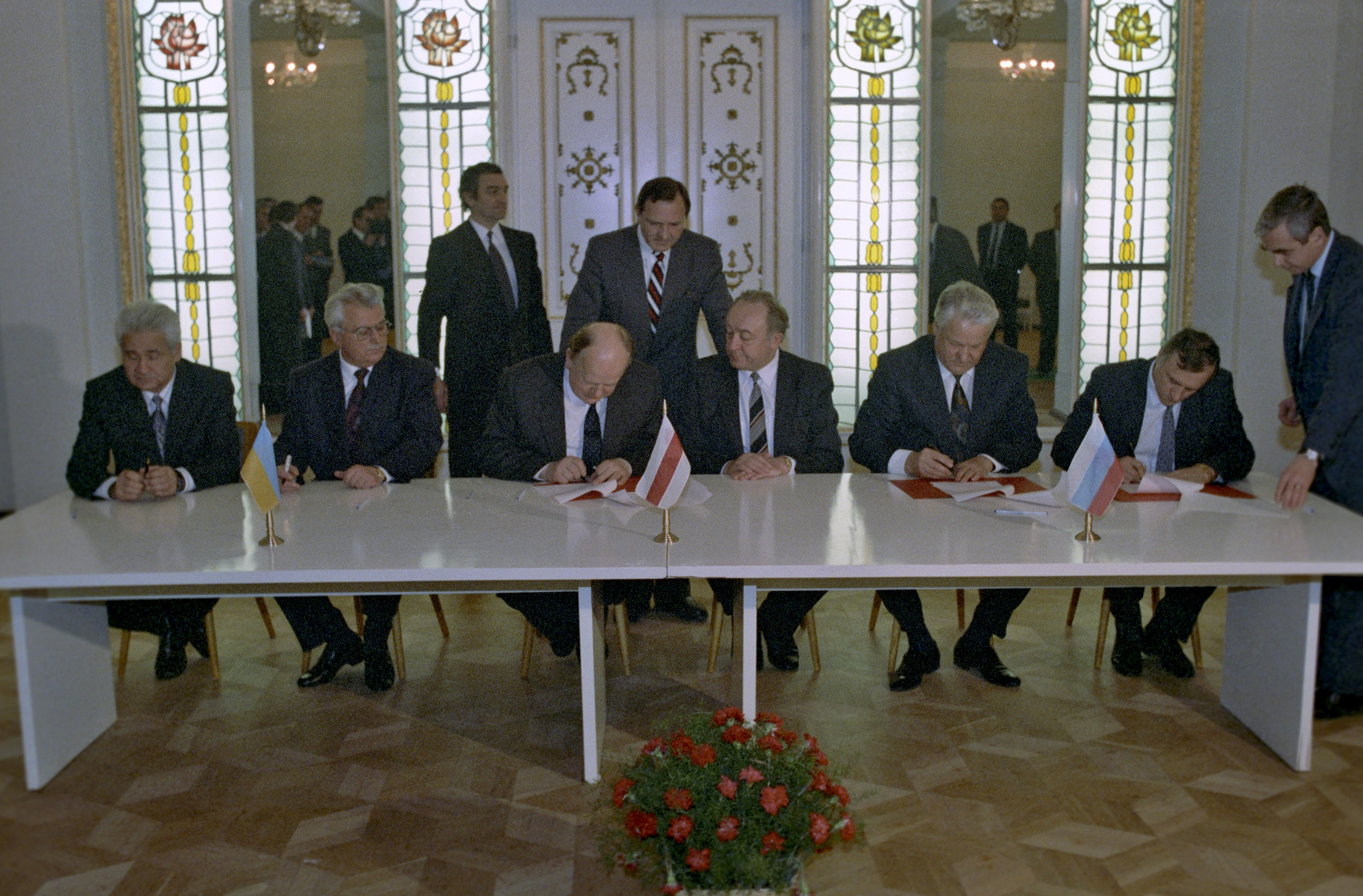
Підписання Угоди про створення Співдружності Незалежних Держав між Республікою Білорусь, Російською Федерацією й Україною

8 грудня 1991 року Президентом України Леонідом Кравчуком було підписано Угоду про створення Співдружності Незалежних Держав за якою Україна стала однією із держав-засновниць СНД. Ця Угода ратифікована Верховною Радою України 10 грудня 1991 року із застереженнями. 20 грудня 1991 року Верховна Рада України зробила Заяву "З приводу укладення Україною Угоди про Співдружність Незалежних Держав". Відповідно до останнього абзацу цієї Заяви її положення є офіційним тлумаченням вищезазначеної Угоди. 21 грудня 1991 року Україною було підписано Протокол до Угоди про створення Співдружності Незалежних Держав, який є її складовою частиною.
У зазначених документах, які є визначальними для України щодо її участі в СНД не йдеться про асоційоване членство в цьому міждержавному утворенні. Також у вищеназваних Угоді та Протоколі можливість асоційованого членства не передбачена.
22 січня 1993 року рішенням Ради глав держав СНД було прийнято Статут СНД. Україною це рішення не було підписано.
Відповідно до частини першої статті 8 Статуту СНД "на підставі рішення Ради глав держав до Співдружності в якості асоційованого члена може приєднатися, держава, яка бажає брати участь в окремих видах його діяльності на умовах, які визначаються угодою про асоційоване членство". Угоду про асоційоване членство у відповідності із Статутом СНД Україна не підписувала.
Статтею 7 Статуту визначено, що "державами-засновницями Співдружності є держави, що підписали і ратифікували Угоду про створення СНД та Протокол до неї. Державами-членами СНД є ті держави-засновниці, які приймають на себе зобов’язання за Статутом СНД протягом одного року після його прийняття Радою глав держав. 
Таким чином, Україна є однією з держав-засновниць Співдружності Незалежних Держав, але не була державою-членом СНД, як така, що не підписала Рішення про прийняття Статуту СНД. Україна припинила свою участь у статутних органах СНД у 2018 році через тривалу російсько-українську війну, повністю завершивши вихід із СНД, ніколи не будучи членом цієї організації, хоч і поки залишається членом зони вільної торгівлі СНД.

## Вихід України з СНД
Україна ніколи не була членом СНД, тобто Україна в 2018 році вийшла з організації, членом якої не була, але вона досі не вийшла з певних угод у рамках співдружності. Це пов’язано з тим, що саме на "пострадянському просторі" деякі питання, які реально важливі для українців, досі регулюються СНДшними угодами. Наприклад, пенсійне забезпечення, визнання дипломів, правова допомога тощо, тобто, ці всі речі реально для українців важливі.
|                 | Україні не потрібно виходити із СНД – вона ніколи не була і не є зараз членом цієї структури. Оскільки – і це прикол ситуації – Україна є засновником СНД, але не була стороною співдружності. Ми не підписали статут. Тому фактично, виходячи із СНДшних структур, ми реально повністю, остаточно рвемо з СНД. Як то кажуть, це – точка неповернення. Дороги назад немає в принципі. Ані політично, ані ментально, ніяк. І тут немає жодних хитрощів з боку Києва. А всі ці натяки на якісь юридично-політичні проблеми – це все «розвод», яким користуються у Москві. Оскільки вони мріють якимось чином затягнути нас назад. |
| — Павло Клімкін | |

#### Припинення участі в органах СНД
Питання про членство України в СНД вперше пролунало після перемоги Віктора Ющенка у президентських виборах 2005 року. У 2005 році міністр закордонних справ України Б. Тарасюк зазначив, що участь України у СНД має символічне значення, а саме існування організації та її подальший розвиток є дуже проблематичним. Подібну точку зору також висловлювали представники грузинського, молдовського та азербайджанського урядів. У липні 2007 Президент України Віктор Ющенко на пресконференції розцінив перспективи СНД в цілому як песимістичні.
Ще однією з причин став початок війни Росії проти України на сході. 14 березня 2014 року проєкт Закону України було подано на розгляд Верховної Ради, проте він так і не пройшов всі необхідні процедури розгляду в комітетах та не був проголосований. 19 березня 2014 РНБО ухвалила рішення про початок процедури виходу з СНД. 30 квітня 2014 МЗС України заявили, що вони вже підготували всі необхідні документи щодо виходу України з СНД. Після цього, за словами заступника міністра закордонних справ Данила Лубківського, єдине що необхідно для виходу України з цього об'єднання — це відповідний закон. 27 листопада 2014 року у Верховній Раді України було зареєструвано проєкт Постанови про вихід України з СНД.
12 квітня 2018 року Президент України Петро Порошенко повідомив, що запропонує Верховній Раді вийти з усіх статутних органів СНД. 19 травня 2018 року Порошенко підписав Указ, яким увів у дію рішення РНБО про остаточне припинення участі України у статутних органах СНД.